# Малая Тарасовка (Саратовская область)
Малая Тарасовка — село в Пугачёвском районе Саратовской области, в составе сельского поселения Рахмановское муниципальное образование.
Население — 215 (2010)

## История
Основано в 1840 году. В 1861 году в Малой Тарасовке построена православную церковь во имя Архангела Михаила (перестроена в 1905 году)
Согласно Списку населённых мест Самарской губернии по сведениям за 1889 год Малая Тарасовка относилась к Рахмановской волости Николаевского уезда Самарской губернии. В селе проживало 947 жителей. Земельный надел, общий с селом Рахмановка, — 10151 десятина удобной и 1708 десятин неудобной земли, имелись церковь, паровая и 3 ветряные мельницы. Согласно переписи 1897 года в селе проживало 1098 человек, все православные
Согласно Списку населённых мест Самарской губернии 1910 года село населяли бывшие государственные крестьяне, русские, православные, 607 мужчин и 633 женщины, в селе имелись церковь, церковно-приходская школа, 3 ветряные мельницы. Земельный надел — 3321 десятина удобной и 556 десятин неудобной земли.
Летом 1919 года в ходе антисоветского восстания, охватившего центральные волости Николаевского уезда, в Малой Тарасовке размещался штаб красных. 3 августа карательный отряд Кушева вёл бой с мятежниками около Аннина Верха и, потерпев поражение, отступил в Малую Тарасовку.

## Физико-географическая характеристика
Село находится в Заволжье, на левом берегу реки Камелик. На юго-западе граничит с селом Рахмановка, на противоположном берегу реки Камелик расположено село Большая Тарасовка Перелюбского района. Высота центра населённого пункта — 38 метров над уровнем моря. Рельеф местности равнинный. Почвы: в пойме Камелика — пойменные нейтральные и слабокислые, выше по склону — чернозёмы солонцеватые.
Село расположено в 46 км по прямой в восточном направлении от районного центра города Пугачёв. По автомобильным дорогам расстояние до районного центра составляет 52 км, до областного центра города Саратов — 290 км, до Самары — 230 км.
Часовой пояс
Малая Тарасовка, как и вся Саратовская область, находится в часовой зоне МСК+1. Смещение применяемого времени относительно UTC составляет +4:00.

## Население
Динамика численности населения по годам:
| Годы      | 1889 | 1897 | 1910 | 1926 | 2002 |
| --------- | ---- | ---- | ---- | ---- | ---- |
| Население | 947  | 1098 | 1240 | 540  | 265  |

| 2002 | 2010 |
| ---- | ---- |
| 265  | ↘215 |

Национальный состав
Согласно результатам переписи 2002 года русские составляли 83 % населения села.